# BAD MODE
《BAD MODE》（日语： Baddomōdo */?）是日本創作歌手宇多田光的第八張原創專輯，也是她的首張雙語專輯。專輯於2022年1月19日上架數位平台，其後於同年2月23日發行實體版本。專輯主要於2019冠狀病毒病疫情肆虐期間製作，並在創作概念及製作模式上受到疫情的影響。宇多田於專輯上與多位音樂製作人合作，包括小袋成彬、史奇雷克斯、便便熊、A·G·庫克及森·謝帕德。
專輯的主要曲風為電子音樂、流行及節奏藍調，並包含流行舞曲、城市流行、酸浩室、嘻哈音樂及未來貝斯等多種風格。宇多田亦捨棄過去兩張專輯主要使用真實樂器的做法，改為回歸使用音樂編程技術，以製作歌曲的電子聲音。專輯以「成長」、「自愛」、「自我為伴」及「接納」作為創作主題，並發掘更多與宇多田自己之間的關係。
《BAD MODE》一共收錄六首單曲，包括打進美國《告示牌》百大單曲榜第98名的〈Face My Fears〉，以及日本《告示牌》熱門100金曲榜冠軍單曲〈One Last Kiss〉。為了宣傳專輯，宇多田於作品數位發行當天舉行預先錄影的串流演唱會「Hikaru Utada Live Sessions from Air Studios」，並獲得廣泛好評及商業成功。
專輯於發行前後獲得樂評家的正面評價，包括讚賞宇多田與多位音樂製作人合作的產生化學作用，以及專輯的電子音樂及更成熟的流行風格。專輯與其收錄曲其後在年底獲入選多個樂評年終列表。專輯發行後登上Oricon公信榜及日本《告示牌》多個榜單冠軍，但銷量比起以往作品大幅下滑，實體與數位合計銷量約20萬張，成為宇多田職業生涯中銷量最低的正規專輯。

## 背景與發展
宇多田光復出樂壇後分別於2016年及2018年推出原創專輯及《初戀》，兩張專輯皆以主要使用真實樂器錄製作為特色。在準備計劃下一張專輯的時候，宇多田希望在聲音上作一些奇怪的嘗試，就像製作2004年的英語專輯《EXODUS》的時候一樣，從零開始建構起更多電子聲音。以往宇多田通常不會先構想專輯概念而創作歌曲，而是隨著歌曲的創作漸漸浮現出專輯的概念，但這次她於最初便希望在這張專輯中回歸更多音樂編程，而捨棄前兩張專輯主要採用真實樂器的做法。她亦希望新專輯除了感覺真誠跟感性外，還要有趣並讓人能夠跟著跳舞。
2020年5月，宇多田在Instagram直播節目「請問光前輩」上提及自己最近都在家中自行錄製樣本歌曲，並因為2019冠狀病毒病疫情的影響而不得不花更多時間在家中工作，因此添置了一些錄音室的設備方便錄音。她亦在節目回答觀眾問題期間提及自己正在製作下一張專輯，並將會在專輯中加入久違的英語作品。2021年5月，她在同樣的直播節目中提到自己不會再區分日語及英語專輯，而是決定在新專輯中同時加入日語及英語作品，並嘗試為歌曲同時製作英語及日語版本。
2021年11月12日，官方公開宇多田的新專輯將於翌年春天發行的消息。12月9日，官方於宇多田出道23週年當天公開新專輯《BAD MODE》的名稱、封面以及發行版本等進一步消息。2022年1月11日，官方在專輯數位發行前約一週正式公開所有收錄曲等專輯詳情，並同時公開黑膠唱片版的發行消息。宇多田於翌日在Twitter上提及本應在去年11月完成母帶處理的專輯拖延至前週才完成，為至今離截止日期最緊湊的作品，但大概也是自己至今最喜歡的專輯。

## 主題
《BAD MODE》同時收錄以日語及英語創作的歌曲，並被宇多田定義為自己的首張雙語專輯。她表示自己未有特意計劃新專輯以雙語創作，而是在更加自然的情況下而發生。由於在日常生活之中，她會隨著與不同人見面以選擇以英語或日語溝通，讓她認為自己不再需要再特意區分創作時使用的語言，而是應該混用以反映出自己的世界。
專輯大多數收錄曲都在2019冠狀病毒病疫情期間創作，並反映出宇多田在這段時間如何專注在生活上，以及與其他人一起度過並分享這段艱難時刻。她認為在這段時間最重要的事情是能夠一起支持周圍身邊重要的人，因此一直在想自己能為他們做甚麼事情。宇多田從自己喜愛觀看的實境節目《魯保羅變裝皇后秀》中得到靈感，讓她明白在改善自己與其他人之間的關係前，應該先與自己建立良好關係，並成為一個獨立的人。
宇多田以「成長」、「自愛」、「自我為伴」及「接納」作為專輯的主題，而她在2021年期間公開自己為非二元性別者則反映了相關主題。她亦表示自己過往的作品通常以自己與其他人的關係為主，而在這張專輯她則發掘更多與自己之間的關係。宇多田認為雖然過往的作品都充滿個性，但這次她想讓大家看見從來沒有讓人看見過的自己。

## 音樂風格
《BAD MODE》的主要曲風為電子音樂、流行及節奏藍調，並包含流行舞曲、城市流行、酸浩室、嘻哈音樂、未來貝斯等多種風格。宇多田亦在製作期間主要聆聽夜店及舞曲風格的歌曲，包括受到穆迪曼與格倫·昂德格朗等歌手的浩室歌曲的影響。專輯亦主要受到1990年代末至2000年代初的靈魂流行跟的士高音樂影響，當中包括珍妮花·露柏絲、珍納·積遜及瑪麗亞·凱莉等歌手，以及製作組合吉米·吉姆與特里·李維斯的音樂。
在歌曲的旋律及節奏上，宇多田因應2010年代起的流行音樂潮流變化，在歌曲中加入更多具饒舌特徵的部分。雖然以往宇多田曾認為自己沒有優秀的饒舌技巧，而盡量讓自己的音樂聽起來不太有饒舌的感覺，但隨著潮流發展使近年歌唱跟饒舌的界限越來越模糊，使她認為再沒有刻意控制有關饒舌風格的需要。當中在歌詞中加入人名跟著名地標專有名詞的做法，就是除了饒舌歌手以外較少使用的做法。專輯的另一個特徵為歌詞上的獨特發音方式，詞語的音節會因為旋律的關係而使發音分隔。其中一個原因為宇多田先作曲後填詞的做法，使她在填詞的時候因應旋律將音節分隔發音，從而更靈活地考慮元音的使用並押韻。

## 歌曲
專輯的開首曲〈BAD MODE〉是一首帶有的士高元素的城市流行歌曲，並以電子音樂為基礎將現代音樂跟爵士樂等不同風格揉合在一起。歌曲的主題為當身邊重要的人陷入低潮的時候，該如何支持並鼓勵他們。歌詞亦加入了Netflix以及Uber Eats等充滿生活感的專有名詞，並反映出人性的多樣性。第二首歌曲〈為你著迷〉是一首擁有嘻哈音樂特徵的流行歌曲，並以「愛情的危險魅力」作為主題，而歌曲的另一特色則為重複性高的旋律跟節奏。第三首歌曲〈One Last Kiss〉是一首擁有Electronica元素的舞曲，歌曲的特色為副歌一直重覆的音節並不是透過加工處理，而是由宇多田本人反覆演唱，並以「探討面對失去」作為主題。
第四首歌曲〈PINK BLOOD〉是一首節奏藍調及另類節奏藍調歌曲，特徵為具有緊密的聲音製作以及複雜的深陷節拍。歌曲的名稱帶有代表貴族血統「藍血」的暗喻，而歌曲主題則為自我認同跟成長。第五首歌曲〈Time〉是一首以極簡編排為特色的節奏藍調歌曲，歌詞以講述愛上一直在身邊的好友，而只好將愛意藏在心底的主人公。第六首歌曲〈沒心情（Not In The Mood）〉是一首擁有神遊舞曲元素的節奏藍調歌曲，歌曲講述宇多田在心情低落的一天在咖啡廳裡的所見所聞，並在歌詞加入了兒歌〈Rain Rain Go Away〉。
第七首歌曲〈不告訴任何人〉是一首節奏藍調歌曲，並使用了巫毒鼓、邦哥鼓及木箱鼓等不同打擊樂器。歌曲以慾望及秘密作為主題，講述即使會遭受傷害但依然想與對方交流。第八首歌曲〈Find Love〉是一首受底特律鐵克諾影響的夜店流行舞曲。歌曲以全英語填詞，並以愛與自我照顧作為主題。第九首歌曲〈Face My Fears〉是一首電子舞曲及未來貝斯風格歌曲，特徵為有著具攻擊性的合成器聲音及節拍，並以面對自己的恐懼作為主題。專輯的正式結尾曲〈Somewhere Near Marseilles ー馬賽的附近ー〉是一首帶有的士高元素的酸浩室歌曲，歌詞講述主人公邀約自己的情人一起到法國南部度假。歌曲最大的特色為總時間長達約12分鐘，有著類似夜店混音的感覺。

## 錄製
《BAD MODE》的第一首錄製歌曲〈Face My Fears〉早在2018年便已進行錄音，而最後一首錄製歌曲〈沒心情（Not In The Mood）〉則在2021年的年底完成。宇多田主要於RAK錄音室、英倫樹林錄音室及艾比路錄音室等位於英國倫敦的錄音室錄製專輯，而聲樂錄製則在大都會錄音室與文化村錄音室等錄音室進行。
宇多田在2020年至2021年期間患上由長期困擾的花粉症所演變的慢性鼻竇炎，因此在錄製〈PINK BLOOD〉等部分收錄曲時出現明顯的鼻音。宇多田因病情嚴重困擾而一度打算退出樂壇，但最終經治療後痊癒並繼續投入工作。曾在上一張原創專輯《初戀》獻聲的宇多田兒子這次亦參與錄製兩首歌曲，包括在專輯同名曲加入由他演奏的小提琴部分，並在〈沒心情（Not In The Mood）〉的尾聲加入他的和聲，而製作名單則以「藝人之子」（The Artist's Son）作為署名。
《BAD MODE》主要沿用前作《初戀》使用的錄製班底，包括貝斯手喬迪·米利納、打擊樂器演奏家威爾·弗賴伊、結他手班·帕克、鼓手克里斯·戴夫、鋼琴家魯本·詹姆斯等音樂家，以及音訊工程師史特夫·菲茲莫賴奇及小森雅仁。

## 製作
宇多田於《BAD MODE》中與多位音樂製作人聯合製作大部分收錄曲，打破她從第四張原創專輯《ULTRA BLUE》起，除了英語專輯外主要獨自製作的慣常做法。宇多田認為製作音樂對自己來說是非常私密的事情，猶如自己的安全地帶一樣，因此大多時候都是獨自負責所有製作。直至復出樂壇後，宇多田因主要使用真實樂器錄製專輯而獲得與不同音樂家合作的經驗，並認為自己在過程中得以成長，得到放手交由合作對象負責的信心。在決定下一張專輯的製作方向後，宇多田清楚自己需要借助外部的技術以達至自己的要求，因此產生與不同製作人聯合製作的想法。除了以往曾經合作的小袋成彬外，宇多田亦與A·G·庫克、森·謝帕德、便便熊及史奇雷克斯聯合製作專輯的歌曲。
小袋及宇多田於專輯聯合製作了四首歌曲，宇多田認為本身作為朋友的二人熟悉彼此的音樂品味，而且總能在棘手的時刻突破缺口，而自己則在共同製作的〈不告訴任何人〉當中看見新的方向。庫克跟宇多田於專輯聯合製作了兩首歌曲，雖然以往宇多田未曾聽過對方的作品，但在FaceTime見面時認為對方嘗試理解自己的想法，認為他具備自己理想合作對象所需要的靈活以及匹配的個性。當中在製作〈One Last Kiss〉的時候處於疫情最嚴重的封城期間，因此二人僅以電郵的形式相互交流並完成合作。
謝帕德及宇多田於專輯聯合製作了三首歌曲，二人透過共同的朋友而認識，宇多田得知對方也是音樂人後提出合作的請求。與謝帕德以往的製作過程不同，宇多田會先帶著自己製作的樣本歌曲到錄音室，並提出自己想在歌曲精進的地方，藉著謝帕德技術達至要求的效果。史奇雷克斯及便便熊與宇多田聯合製作了〈Face My Fears〉一曲，宇多田決定在此曲的製作上交由合作的對象作主導，為罕見地參與製作程度較小的歌曲，並從他們的製作方法獲得不同的體驗。

## 美術設計
《BAD MODE》的封面及其宣傳照均由攝影師Takay拍攝，此前他亦曾為宇多田拍攝專輯《初戀》與單曲〈PINK BLOOD〉的封面及宣傳照。與以往的做法一樣，Takay在構思拍攝前先聆聽宇多田的新專輯一遍，並從歌詞中得出「疫情的肆虐使人與人之間的距離無法像以前般一樣，該如何是好」的想法，因此想從拍攝中捕捉宇多田自然的樣子。
拍攝工作於2021年在倫敦展開，並在工作人員經網上查看後認為合適的民宿裡取景。由於Takay提出想為宇多田拍攝家庭照的要求，加上宇多田希望介紹兒子以及在場的造型師朋友認識，因此她在拍攝當天特意把兒子帶到現場。專輯正式採用的封面源自拍攝當天宇多田靠在牆壁思考時，兒子在現場周圍跑動而偶然被鏡頭捕捉的照片。封面中的宇多田身穿一身大地色居家服，面無表情地靠著牆壁，而右下角則出現一個從一旁跑過的小孩模糊身影，呈現出居家防疫的家中生活。
專輯的封面照片最初未有進入封面候選的名單之中，原因是工作團隊打算採用更正式以及風格更鮮明的照片作為封面，包括更有以往專輯封面風格的大頭照，但宇多田認為這些照片未能符合專輯的概念及內容，以至自己現時身處的環境等各方面的涵義。因此她特意從其他照片中挑選出早前拍攝時兒子偶然入鏡的照片，經過討論後工作人員亦認為這張照片或許與專輯的主題最契合，最終決定採用為正式的封面照片。
《BAD MODE》的封面公開後引起了大眾熱議，由於當時尚未公布封面出現的小孩的身份，因此大眾紛紛猜測入鏡的是否宇多田的兒子。封面的隨性與純粹亦成為網絡間的話題，宇多田也在Twitter上轉發將封面及漫畫人物作比較的帖文。而宇多田在封面身穿的居家服也同樣引起話題，在網上出現尋找衣服款式及購買方法的群眾。

## 版本與包裝
《BAD MODE》分為多個方式發行，包括數位版、黑膠唱片版，以及CD版，而CD版亦分為普通版及首批限定版兩版本。專輯的數位版及CD版普通版皆使用同樣的封面，並收錄包括4首附贈曲在內的14首歌曲。CD版的首批限定版同樣收錄其餘所有版本的14首歌曲，並額外附贈DVD及藍光影碟。DVD及藍光影碟皆同樣收錄付費串流演唱會「Hikaru Utada Live Sessions from Air Studios」的完整表演及其幕後製作花絮，當中追加收錄了〈Face My Fears〉的日語版現場表演，而包括專輯同名曲等總共5首歌曲的完整音樂錄影帶亦收錄在內。
《BAD MODE》CD版的首批限定版使用更加簡潔的設計，僅在純白色的封面上加上仿製包裹資訊的文字，並參照包裹的形式以紙盒包裝，而內頁照片改以明信片形式製作。由於宇多田希望專輯的設計也能像音樂一樣直接傳達出自己的感覺及想法，因此決定加入親筆撰寫後複印的手寫字體文字，作為專輯的設計特色。專輯的黑膠版本使用CD版首批限定版的外套包裝，而內部則是跟數位版與CD版普通版相同的封面。

## 發行
與宇多田以往的專輯發行方式不同，《BAD MODE》在實體唱片發行的一個月前率先在數位平台上架。專輯於2022年1月19日在全球多國的數位平台同時以線上下載及串流媒體形式上架，而當天正是宇多田的39歲生日。這是宇多田自2017年開始在串流媒體平台上架作品後，首張線上下載及串流媒體同步上架的原創專輯。
專輯的日本版CD唱片於數位上架約一個月後的2月23日正式發行，並同時以普通版及首批限定版兩版本發售。專輯的台灣版CD唱片在同年3月18日發行，但僅以普通版一版本發售，首批唱片贈送限量明信片。《BAD MODE》的黑膠唱片版在同年4月27日在日本限定發行，而宇多田過往所有日語原創專輯亦以黑膠唱片方式重新發行。

## 單曲
〈Face My Fears〉於2019年1月18日作為專輯首支單曲發行，為宇多田光自2008年的〈Prisoner Of Love〉以來再次發行實體唱片的單曲。歌曲發行後成功打進美國《告示牌》百強單曲榜第98名，使宇多田成為繼Piko太郎後再次打進該榜的日裔歌手。〈Time〉於2020年5月8日作為專輯第二支單曲發行。歌曲發行後空降Oricon單曲下載榜冠軍，為宇多田自2018年的〈初戀〉約2年以來再次登上該榜冠軍的單曲。
〈不告訴任何人〉於2020年5月29日作為專輯第三支單曲發行，歌曲發行後空降Oricon單曲下載榜第3位。〈One Last Kiss〉於2021年3月9日作為專輯第四支單曲發行，並收錄於同時發行的同名迷你專輯。歌曲發行後最高登上日本《告示牌》熱門100金曲榜冠軍，為宇多田自2010年的〈Goodbye Happiness〉超過10年以來再次登上該榜冠軍的單曲。歌曲的累積串流播放量突破1億次，成為宇多田第一支達到此成績的單曲。
〈PINK BLOOD〉於2021年6月2日作為專輯第五支單曲發行，歌曲發行後空降Oricon單曲下載榜第4位。〈為你著迷〉於2021年11月26日作為專輯第六支單曲發行。歌曲發行後空降Oricon單曲下載榜冠軍，為宇多田自〈One Last Kiss〉後於該榜的冠軍單曲。歌曲其後亦獲日本唱片協會分別認證單曲下載的金唱片以及串流媒體的白金唱片，各代表獲得超過10萬次下載量以及1億次串流播放量。

### 宣傳單曲
〈BAD MODE〉於2022年1月19日作為宣傳單曲派往日本各大電台發行，歌曲的音樂錄影帶亦在當天於YouTube發布。歌曲發行後空降日本《告示牌》熱門100金曲榜第26位。〈Somewhere Near Marseilles ー馬賽的附近ー〉的現場表演影片於2022年9月16日以影像單曲的形式限定上架Spotify，作為專輯的宣傳單曲發行。影片的直型原版以及橫型環景版其後亦分別在同年12月17日和12月23日在YouTube上公開。歌曲其後以「Sci-Fi Edit」形式收錄在宇多田的首張精選輯《SCIENCE FICTION》（2024年）中，並在2024年4月3日以數碼形式作為正式單曲發行。

## 宣傳活動

### 媒體演出
與過往的專輯宣傳期不同，宇多田在《BAD MODE》發行期間沒有登上當時的電視節目宣傳作品。專輯的宣傳活動主要集中在電台節目，包括在2022年1月19日至24日期間於J-WAVE及ZIP-FM等5個日本電台上播放名為「宇多田光 Liner Voice+」的宣傳特輯，此特輯於1月24日在Spotify同時提供英語及日語的非剪輯版本收聽。2月11日，宇多田登上網絡電台Apple Music 1的電台節目《贊恩·洛秀》進行宣傳，在全球165個國家皆能收聽。3月16日，宇多田登上Apple Music的電台節目《J-Pop Now Radio》進行宣傳，接受主持人落合健太郎的訪問。
雜誌《Rockin'On Japan》的2022年3月號及4月號均在專欄裡有關於專輯的環節，而宇多田則未接受雜誌的訪問。4月10日，朝日電視台的音樂節目《關JAM 完全燃SHOW》播映以宇多田光為主題的「關JAM流宇多田光特輯」，在宇多田本人未有參與錄影的情況下進行宣傳及介紹。宇多田其後登上日本版《時尚》的2022年7月號封面，並接受關於專輯《BAD MODE》等話題的訪問。8月6日，宇多田在距離專輯發行超過半年後首次登上日本的電視節目，並在NHK綜合頻道的《Live Yell 2022 ～邁向明日的一步～》演唱專輯同名曲。8月22日，她登上NHK日本國際傳媒的節目《SONGS OF TOKYO》，分享最近的音樂活動並宣傳專輯。8月29日，她登上TBS電視台的《CDTV LIVE LIVE 夏季四小時特輯》演唱〈為你著迷〉。

### 官方活動
2022年1月19日至31日，官方在東京銀座的Sony Store舉行以專輯為主題的實體展覽「HIKARU UTADA EXHIBITION 2021-2022 in Sony Store」，作為從前一年10月開始的展覽的延伸。展覽其後於3月28日開始提供在網上舉行的虛擬版本。2月10日，官方於YouTube公開了〈Face My Fears〉A·G·庫克重混版的音樂錄影帶，並作為《王國之心》任天堂Switch雲端版的發售紀念。2月23日，宇多田在專輯實體發行當天於Instagram上舉行直播節目「請問光前輩」，為她第8次舉行該系列的直播節目，並總共吸引了約3萬人同時收看。
4月17日，宇多田登上了世界最大型戶外音樂節「科切拉音樂節」，演唱了〈Simple And Clean〉、〈First Love〉、〈Face My Fears〉與〈Automatic〉的混合曲，以及以自彈自唱形式演唱與饒舌歌手華倫·胡伊合作的新曲〈T〉。4月26日起，官方在淘兒唱片的澀谷區店舉辦名為「HIKARU UTADA VINYL POP-UP SHOP」的快閃店活動，內容包括宇多田的服裝展覽、過往珍貴的密紋唱片展示，以及請以五位DJ每天輪流現場表演網絡直播等，以慶祝《BAD MODE》與過往專輯的黑膠發行。活動原訂在5月2日結束，但其後延長至5月8日，為期13天。7月21日，宇多田與森·謝帕德驚喜現身卡地亞以及Sacai在日本表參道舉辦的活動，並演唱了〈Somewhere Near Marseilles ー馬賽的附近ー〉，為宇多田自「Hikaru Utada Laughter in the Dark Tour 2018」四年後再次在日本現場演唱。

### 串流演唱會
2021年12月9日，宇多田光在公開專輯《BAD MODE》發行消息的同時宣佈將於2022年1月19日舉行預先錄影的串流付費演唱會「Hikaru Utada Live Sessions from Air Studios」。演出門票於消息公開同時發售，演出在日本本土、中國大陸、歐洲地區、北美地區、亞洲地區等多個國家均能收看。2021年12月15日，官方追加發售海外Streaming+的串流平台門票，使更多海外地區的歌迷能夠購票欣賞演出。演唱會於英國倫敦的Air錄音室舉行，樂隊成員主要使用曾參與上一次演唱會「Hikaru Utada Laughter in the Dark Tour 2018」的班底。演唱會的曲目主要以《BAD MODE》為主，當中大部分歌曲都是首次公開演出，為宇多田的首次嘗試。作為演唱會的紀念，ABEMA於2022年1月16日至18日播放特別節目「HIKARU UTADA Special Week 2022」，內容為新專輯的收錄曲以及由歌迷投選的經典現場片段。
演唱會獲得樂評家正面的評價，包括讚賞讓觀眾得以進入以往從未看見的領域、簡樸的演出形式非常切合專輯主題，以及認為宇多田的歌聲有如錄音室音源般完美。演唱會亦獲得商業上的成功，一共吸引了全球各地約5萬名觀眾購票線上觀看，以每張門票的價錢計算，演唱會的票房收入達到約1.4億日元。2022年6月9日，演唱會於Netflix上線，為宇多田自《Hikaru Utada Laughter in the Dark Tour 2018》後第二部上線Netflix的演唱會，而包括〈Face My Fears〉日語版在內的現場專輯亦於同日上架數位平台。專輯發行首週空降Oricon公信榜專輯下載週榜以及日本《告示牌》專輯下載週榜第3位，並同時空降日本《告示牌》熱門專輯週榜第23位。

## 專業評價
| 評論得分       | 評論得分 |
| 來源           | 評分     |
| -------------- | -------- |
| 《Cultura》    | [ 126 ]  |
| 《Cyzo》       | 正面     |
| 《日本時報》   | [ 127 ]  |
| 《Pitchfork》  | 8/10     |
| PopMatters     | 8/10     |
| 《Real Sound》 | 正面     |
| 《Rockin'On》  | 正面     |
| 衛星音樂       | 3.5/5    |

《BAD MODE》獲得樂評家整體正面的評價。《Cultura》的阿魯納·納亞卡從滿分5星中給予專輯4顆半星的評價，並讚賞宇多田與其他聯合製作人之間的化學作用，認為他們於專輯的各首歌曲中結合出新靈魂出來。她亦讚賞專輯每首歌曲皆有著亮眼的樂器演奏－包括宇多田6歲的兒子演奏的小提琴部分。《Cyzo》的TOMC給予專輯正面評價，認為宇多田一貫保持「音樂是共通語言，也是第一語言」的立場從專輯中充實反映出來，並指專輯有著超越無形「界限」的深度。
《日本時報》的帕特里克·聖·米歇爾給予專輯5星滿分評價，認為宇多田與當代製作人的合作創作出各自職業生涯中最具聲音冒險性的作品。他亦讚賞宇多田長期以來擅長將愛、渴望和失落轉化為能夠作為聽眾生活上的配樂的流行音樂，以及覺得專輯擁有著一些宇多田職業生涯中最好的歌曲。《Pitchfork》的約書亞·敏秀·金從10分滿分中給予專輯8分評價，並讚賞宇多田捨棄了前兩張專輯主要採用真實樂器的做法，認為專輯的電子音樂及更成熟的流行風格有利營造出明智的家庭溫暖氣氛。
PopMatters的彼得·皮亞特科夫斯基從滿分10分中給予專輯8分評價，讚賞專輯擁有著「優秀舞曲專輯」的特性－優秀的歌曲、動聽的歌聲和創新的製作的結合。他亦讚賞專輯雖然聽起來像是帶著千禧年前後的感覺，卻不會讓人認為過時。《Real Sound》的imdkm給予專輯正面評價，讚賞它雖然有著與前作《初戀》相似的寫作主題，但減少使用「人生」與「命運」等感覺過於戲劇性的歌詞，而這則在歌曲〈沒心情（Not In The Mood）〉中尤其突出。他亦認為專輯與宇多田自2010年代後期復出樂壇後的活動保持著距離。
《Rockin'On》的杉浦美惠讚賞宇多田完成了一張非常厲害的專輯，並從同名主打曲的清新休閒感中進一步感覺到她黃金時期的來臨。她亦認為這毫無疑問會是後世依然津津樂道的音樂。衛星音樂的編輯從滿分5分中給予專輯3.5分評價，讚賞宇多田與森·謝帕德的合作非常出色，但她與史奇雷克斯的合作則顯得「不明智」。他亦認為專輯比起過往任何作品更有說服力讓大家將宇多田設想為國際明星，而不是單純的J-Pop歌手。

## 榮譽

### 年終列表
| 樂評家／出版物         | 列表            | 排名 | 來源    |
| ---------------------- | --------------- | ---- | ------- |
| 《Beats Per Minute》   | 2022年50強專輯  | 37   | [ 131 ] |
| 《Bounce》             | 2022年100張專輯 | 入選 | [ 132 ] |
| 《Gorilla vs. Bear》   | 2022年50強專輯  | 19   | [ 133 ] |
| NPR（拉爾斯·戈特里奇） | 2022年10強專輯  | 入選 | [ 134 ] |
| NPR（謝爾頓·皮爾斯）   | 2022年最強專輯  | 入選 | [ 135 ] |
| 《Pitchfork》          | 2022年50佳專輯  | 31   | [ 136 ] |
| 《The Skinny》         | 2022年最強專輯  | 17   | [ 137 ] |
| 《偏锋杂志》           | 2022年50佳專輯  | 9    | [ 138 ] |

| 樂評家／出版物       | 列表            | 歌曲                                         | 排名 | 來源    |
| -------------------- | --------------- | -------------------------------------------- | ---- | ------- |
| 《Gorilla vs. Bear》 | 2022年50強歌曲  | 〈Somewhere Near Marseilles ー馬賽的附近ー〉 | 5    | [ 139 ] |
| 《Pitchfork》        | 2022年100佳歌曲 | 〈Somewhere Near Marseilles ー馬賽的附近ー〉 | 10   | [ 140 ] |
| 《常駐顧問》         | 2022年最佳歌曲  | 〈Somewhere Near Marseilles ー馬賽的附近ー〉 | 入選 | [ 141 ] |
| 《偏锋杂志》         | 2022年50佳歌曲  | 〈Somewhere Near Marseilles ー馬賽的附近ー〉 | 6    | [ 142 ] |
| 《混音器雜誌》       | 2022年100佳歌曲 | 〈Somewhere Near Marseilles ー馬賽的附近ー〉 | 42   | [ 143 ] |
| NPR                  | 2022年100佳歌曲 | 〈BAD MODE〉                                 | 32   | [ 144 ] |

### 獎項
| 年份   | 機構           | 獎項     | 結果 | 來源    |
| ------ | -------------- | -------- | ---- | ------- |
| 2023年 | 第15屆CD店大獎 | 入圍紅獎 | 獲獎 | [ 145 ] |

## 商業成績
在日本，《BAD MODE》在數位發行當週以約1.2萬張下載量空降Oricon公信榜的專輯下載榜冠軍，成為宇多田第4張於該榜的冠軍專輯，創下個人歌手擁有最多冠軍專輯的紀錄，也是所有歌手中擁有第三多冠軍專輯的歌手。專輯亦僅憑數位折算指數空降Oricon公信榜的綜合榜季軍。專輯亦同時空降日本《告示牌》的專輯下載榜冠軍，以及熱門專輯榜亞軍。
《BAD MODE》在實體發行當週以約9.1萬張首週銷量空降Oricon公信榜的專輯榜冠軍，成為宇多田於該榜的第10張冠軍專輯，也是自2018年的上一張原創專輯《初戀》後再次奪冠，但比《初戀》約20.4萬張首週銷量顯著下降。專輯亦同時登上Oricon公信榜的綜合榜冠軍，並同時登上日本《告示牌》的專輯銷售榜冠軍，以及熱門專輯榜冠軍。專輯也僅憑一週實體銷量登上Oricon公信榜的專輯月榜冠軍，成為宇多田自2008年的《HEART STATION》再次於該榜獲得冠軍的專輯。
專輯於實體發行次週售出約1.4萬張實體銷量，兩週累計銷量突破10萬張，並同時於專輯下載榜回升至冠軍位置。截至2024年4月，專輯的數位累計銷量已經達到35,346張。而專輯的實體累計銷量則達到166,999張，比起前兩張原創專輯的累計銷量（約70.9萬張）、《初戀》（約38.6萬張）大幅下降，成為宇多田職業生涯中銷量最低的正規專輯。專輯亦獲日本唱片協會認證為金唱片，代表實體唱片的出貨量達到10萬張或以上。
在其他地區，《BAD MODE》在數位發行後登上紐西蘭、台灣、香港及澳門的iTunes總榜冠軍，並打進日本以外全球總共21個國家與地區的數位榜單排名。在英國，專輯發行後登上官方榜單公司的專輯下載榜第83位，為宇多田首張打進此榜單的作品。

## 曲目列表
| 《BAD MODE》 | 《BAD MODE》                                                                             | 《BAD MODE》                                         | 《BAD MODE》                   | 《BAD MODE》 |
| 曲序         | 曲目                                                                                     | 词曲                                                 | 製作人                         | 时长         |
| ------------ | ---------------------------------------------------------------------------------------- | ---------------------------------------------------- | ------------------------------ | ------------ |
| 1.           | BAD MODE（BADモード）                                                                    | 宇多田光 喬迪·米利納                                 | 宇多田 森·謝帕德 （ 英语 ： Floating Points） | 5:03         |
| 2.           | 為你著迷（君に夢中）                                                                     |                                                      | 宇多田 A·G·庫克                | 4:18         |
| 3.           | One Last Kiss                                                                            |                                                      | 宇多田 庫克                    | 4:12         |
| 4.           | PINK BLOOD                                                                               |                                                      | 宇多田 小袋成彬 [a]            | 3:19         |
| 5.           | Time                                                                                     |                                                      | 宇多田 小袋                    | 4:58         |
| 6.           | 沒心情（Not In The Mood）（気分じゃないの（Not In The Mood））                           | 宇多田 謝帕德 [b]                                    | 謝帕德 宇多田                  | 7:28         |
| 7.           | 不告訴任何人（誰にも言わない）                                                           |                                                      | 宇多田 小袋                    | 4:39         |
| 8.           | Find Love                                                                                |                                                      | 宇多田 小袋                    | 4:38         |
| 9.           | Face My Fears（日語版）                                                                  | 史奇雷克斯 杰森·“便便熊”·鲍伊德 （ 英语 ： Jason "Poo Bear" Boyd） 宇多田 | 史奇雷克斯 便便熊 宇多田       | 3:42         |
| 10.          | Somewhere Near Marseilles ー馬賽的附近ー（Somewhere Near Marseilles ーマルセイユ辺りー） | 宇多田 謝帕德 [b]                                    | 謝帕德 宇多田                  | 11:55        |
| 总时长：     | 总时长：                                                                                 | 总时长：                                             | 总时长：                       | 54:05        |

| 《BAD MODE》 – 附贈曲 | 《BAD MODE》 – 附贈曲                           | 《BAD MODE》 – 附贈曲    | 《BAD MODE》 – 附贈曲    | 《BAD MODE》 – 附贈曲 |
| 曲序                  | 曲目                                            | 词曲                     | 製作人                   | 时长                  |
| --------------------- | ----------------------------------------------- | ------------------------ | ------------------------ | --------------------- |
| 11.                   | Beautiful World（返始版）                       |                          | 小袋 宇多田              | 5:58                  |
| 12.                   | 美麗佳人（Find Love）（キレイな人 (Find Love)） |                          | 宇多田 小袋              | 4:38                  |
| 13.                   | Face My Fears（英語版）                         | 史奇雷克斯 鮑伊德 宇多田 | 史奇雷克斯 便便熊 宇多田 | 3:42                  |
| 14.                   | Face My Fears（A·G·庫克重混版）                 | 史奇雷克斯 鮑伊德 宇多田 | 庫克[c]                  | 5:22                  |
| 总时长：              | 总时长：                                        | 总时长：                 | 总时长：                 | 73:36                 |

| 《BAD MODE》 – CD+DVD+藍光影碟 「Hikaru Utada Live Sessions from Air Studios」 | 《BAD MODE》 – CD+DVD+藍光影碟 「Hikaru Utada Live Sessions from Air Studios」 |
| 曲序                                                                           | 曲目                                                                           |
| ------------------------------------------------------------------------------ | ------------------------------------------------------------------------------ |
| 1.                                                                             | BAD MODE                                                                       |
| 2.                                                                             | One Last Kiss                                                                  |
| 3.                                                                             | 為你著迷                                                                       |
| 4.                                                                             | 不告訴任何人                                                                   |
| 5.                                                                             | Find Love                                                                      |
| 6.                                                                             | Time                                                                           |
| 7.                                                                             | PINK BLOOD                                                                     |
| 8.                                                                             | Face My Fears（英語版）                                                        |
| 9.                                                                             | Hotel Lobby                                                                    |
| 10.                                                                            | Beautiful World（返始版）                                                      |
| 11.                                                                            | About Me                                                                       |
| 12.                                                                            | Face My Fears（日語版）（附贈曲）                                              |
| 13.                                                                            | Behind the Scenes "Live Sessions from Air Studios"                             |
| 总时长：                                                                       | 73:52                                                                          |

| 《BAD MODE》 – CD+DVD+藍光影碟 「音樂錄影帶」 | 《BAD MODE》 – CD+DVD+藍光影碟 「音樂錄影帶」 | 《BAD MODE》 – CD+DVD+藍光影碟 「音樂錄影帶」 |
| 曲序                                          | 曲目                                          | 时长                                          |
| --------------------------------------------- | --------------------------------------------- | --------------------------------------------- |
| 14.                                           | Time                                          | 3:42                                          |
| 15.                                           | One Last Kiss                                 | 4:20                                          |
| 16.                                           | PINK BLOOD                                    | 3:21                                          |
| 17.                                           | 為你著迷                                      | 4:21                                          |
| 18.                                           | BAD MODE                                      | 5:06                                          |
| 总时长：                                      | 总时长：                                      | 94:42                                         |

備註
- ^a  此曲製作人名單在CD版標記為宇多田，此處以黑膠版的標記為準[51][165]
- ^b  此曲創作人名單在CD版標記為宇多田，此處以黑膠版的標記為準[51]
- ^c  代表重混師

## 製作名單
資料來自《BAD MODE》黑膠版內頁。

### 錄音室
| 錄製場地 - RAK錄音室（倫敦） – 錄製（曲目1、11） - 皮爾斯之房（倫敦） – 錄製（曲目4）、聲樂錄製（曲目7） - 文化村錄音室（東京） – 聲樂錄製（曲目4、5） - 英倫樹林錄音室（倫敦） – 錄製（曲目6） - 艾比路錄音室（倫敦） – 錄製（曲目7） - 大都會錄音室（倫敦） – 聲樂錄製（曲目9、13） - 維特錄音室（東京） – 弦樂錄製（曲目11） | 附加錄製場地 - RAK錄音室（倫敦） – 附加純音樂錄製（曲目9、13） - 皮爾斯之房（倫敦） – 附加聲樂錄製（曲目4） 工程操作場地 - ABS工作室（東京） – 聲樂音軌編輯（曲目1–8、10–12） 混音與母帶處理場地 - 皮爾斯之房（倫敦） – 混音（曲目1–8、10–12） - 傑出之聲工作室（紐約） – 母帶處理 |

### 參與人員
製作人
- 宇多田光 – 製作（曲目1–13）、編程（曲目1–5、7、8、10、12）、附加鼓編程（曲目9、13）、附加鍵盤與編程（曲目11）
- 小袋成彬 – 製作（曲目4、5、7、8、11、12）、編程（曲目4、5、7、8、11、12）
- 森·謝帕德（英语：Floating Points） – 製作、編程（曲目1、6、10）
- A·G·庫克 – 製作（曲目2、3、14）、編程（曲目2、3）
- 史奇雷克斯 – 製作、編程（曲目9、13）（曲目9、13、14）
- 便便熊（英语：Poo Bear） – 製作（曲目9、13）
- 三宅彰 – 製作
- 宇多田Sking照實 – 製作
- 達倫·赫利斯 – 附加鼓編程（曲目5）
- 湯姆·諾里斯（英语：Tom Norris） – 附加鼓編程（曲目9、13）
- 田中信昭 – 附加編程（曲目11）

音樂家
- 宇多田光 – 聲樂（全曲目）、鍵盤（曲目1–5、7、8、10、12）、鋼琴（曲目1）、沙鈴（曲目10）、動態打擊樂合成器電子鼓（曲目10）
- 小袋成彬 – 鍵盤（曲目5、7、8、11、12）
- 森·謝帕德 – 鍵盤（曲目1、6、10）、羅茲電鋼琴（曲目1）、鋼琴（曲目6）
- A·G·庫克 – 鍵盤（曲目3）
- 喬迪·米利納 – 貝斯（曲目1、4、6、11、13）、合成貝斯（曲目2、3、9）、穆格低音合成器、朱諾襯底合成器（曲目5）
- 班·帕克 – 結他（曲目1、6、7）、原聲結他（曲目11）
- 魯本·詹姆斯 – 華利札鋼琴（曲目4）、原聲鋼琴（曲目9、13）、鋼琴（曲目11）
- 威爾·弗賴伊 – 打擊樂器（曲目1、7、10）
- 萊奧·泰勒（英语：The Invisible (band)） – 鼓（曲目1）
- 艾許·索恩（英语：Ash Soan） – 打擊樂器（曲目6）
- 弗雷迪·加維塔 – 喇叭（曲目1）
- 索維托·金希（英语：Soweto Kinch） – 色士風
- 克里斯·戴夫（英语：Chris Dave） – 打擊樂器（曲目9、13）
- 坂東祐大 – 弦樂編排、指揮（曲目11）
- Ensemble FOVE – 弦樂（曲目11）
- 藝人之子 – 小提琴（曲目1）、聲樂（曲目6）

技術人員
- 宇多田光 – 聲樂錄製（曲目1–3、6–8、10、12）
- 小袋成彬 – 聲樂錄製（曲目11）
- A·G·庫克 – 重混（曲目14）
- 史奇雷克斯 – 混音（曲目9、13）
- 湯姆·諾里斯 – 混音（曲目9、13）
- 史蒂夫·菲茨莫里斯（英语：Steve Fitzmaurice） – 錄製（曲目1、3、4、6、7、11）、混音（曲目1–8、10–12）、附加純音樂錄製（曲目9、13）
- 小森雅仁（日语：小森雅仁） – 聲樂錄製（曲目4、5、9、13）、弦樂錄製（曲目11）、聲樂音軌編輯（曲目4）
- 齊藤祐也 – 聲樂音軌編輯（曲目1–8、10–12）
- 達倫·赫利斯 – 附加錄製（曲目5）、聲樂錄製協助、附加工程（曲目7）
- 馬庫斯·德姆 – 錄製、附加聲樂錄製（曲目4）
- 馬特·瓊斯 – 附加工程協助（曲目7）
- 蘭迪·美林 – 母帶處理

## 商業搭配
| 曲序 | 歌曲名稱                                     | 搭配項目                                                               | 來源    |
| ---- | -------------------------------------------- | ---------------------------------------------------------------------- | ------- |
| M-2  | 〈為你着迷〉                                 | TBS週五連續劇《最愛》主題曲                                            | [ 166 ] |
| M-3  | 〈One Last Kiss〉                            | 動畫電影《福音戰士新劇場版：終》主題曲                                 | [ 166 ] |
| M-4  | 〈PINK BLOOD〉                               | NHK教育頻道動畫《給不滅的你》主題曲                                    | [ 166 ] |
| M-4  | 〈PINK BLOOD〉                               | NHK教育頻道動畫《給不滅的你》第二季主題曲                              | [ 167 ] |
| M-5  | 〈Time〉                                     | 日本電視台週日連續劇《美食偵探 明智五郎》主題曲                        | [ 166 ] |
| M-7  | 〈不告訴任何人〉                             | 三得利天然水「享受陽光與風」篇廣告曲                                   | [ 166 ] |
| M-8  | 〈Find Love〉                                | 資生堂全球企劃「POWER IS YOU」活動主題曲                               | [ 166 ] |
| M-8  | 〈Find Love〉                                | 資生堂150週年影片「美力資生」全球主題曲                                | [ 168 ] |
| M-9  | 〈Face My Fears〉（日語版）                  | 電子遊戲《王國之心III》日本版開場主題曲                                | [ 166 ] |
| M-10 | 〈Somewhere Near Marseilles ー馬賽的附近ー〉 | 卡地亞珠寶系列「CARTIER TRINITY FOR CHITOSE ABE OF sacai」宣傳影像歌曲 | [ 169 ] |
| M-11 | 〈Beautiful World〉（返始版）                | 動畫電影《福音戰士新劇場版：終》主題曲                                 | [ 166 ] |
| M-12 | 〈美麗佳人（Find Love）〉                    | 資生堂150週年影片「美力資生」日本主題曲                                | [ 170 ] |
| M-13 | 〈Face My Fears〉（英語版）                  | 電子遊戲《王國之心III》全球版開場主題曲                                | [ 166 ] |

## 銷售榜單
| 週榜單（2022年）               | 最高 位置 |
| ------------------------------ | --------- |
| 日本（《告示牌》熱門專輯榜）   | 1         |
| 日本（《告示牌》專輯銷售榜）   | 1         |
| 日本（《告示牌》專輯下載榜）   | 1         |
| 日本（Oricon專輯榜）           | 1         |
| 日本（Oricon專輯下載榜）       | 1         |
| 日本（Oricon專輯綜合榜）       | 1         |
| 英國（官方榜單公司專輯下載榜） | 83        |

| 月榜單（2022年）     | 最高 位置 |
| -------------------- | --------- |
| 日本（Oricon專輯榜） | 1         |

| 年榜單（2022年）             | 位置 |
| ---------------------------- | ---- |
| 日本（《告示牌》熱門專輯榜） | 16   |
| 日本（《告示牌》專輯銷售榜） | 28   |
| 日本（《告示牌》專輯下載榜） | 4    |
| 日本（Oricon專輯榜）         | 26   |
| 日本（Oricon專輯下載榜）     | 4    |
| 日本（Oricon專輯綜合榜）     | 19   |

## 認證與銷量
| 地區                 | 认证 | 认证单位/销量        |
| -------------------- | ---- | -------------------- |
| 日本（日本唱片協會） | 金   | 166,999（實體）      |
| 日本                 | —    | 35,346（數位）       |
| 總計                 |      |                      |
| 日本                 | —    | 202,345（實體+數位） |

## 發行歷史
| 地區 | 日期          | 形式                  | 廠牌      | 來源   |
| ---- | ------------- | --------------------- | --------- | ------ |
| 多國 | 2022年1月19日 | 線上下載 串流媒體     | 史詩 索尼 | [ 62 ] |
| 日本 | 2022年2月23日 | CD CD+ DVD + 藍光影碟 | 史詩 索尼 | [ 64 ] |
| 台灣 | 2022年3月18日 | CD                    | 台灣索尼  | [ 75 ] |
| 日本 | 2022年4月27日 | 黑膠唱片              | 史詩 索尼 | [ 63 ] |

## 資料來源
1. ↑  . Wilson & Alroy's Record Reviews.   [2020-07-26]. （原始内容存档于2019-12-28） （英语）.
2. ↑  Stern, Bradley. . MuuMuse. 2021-12-09  [2023-01-14]. （原始内容存档于2023-05-30） （英语）.
3. 1 2 3 4 5 6 7 8  Stern, Bradley. . Billboard. 2022-01-19  [2022-01-24]. （原始内容存档于2022-02-28） （英语）.
4. 1 2 3  . Music News. 2022-02-11  [2022-02-15]. （原始内容存档于2022-03-09） （英语）.
5. ↑  出自宇多田光Instagram直播節目「請問光前輩」於2020年5月3日直播的第1集
6. ↑  出自宇多田光Instagram直播節目「請問光前輩」於2020年5月10日直播的第2集
7. ↑  出自宇多田光Instagram直播節目「請問光前輩」於2021年5月2日直播的第6集
8. ↑  . . 2021-11-12  [2022-01-19]. （原始内容存档于2021-11-21） （日语）.
9. ↑  . . 2021-12-09  [2022-01-19]. （原始内容存档于2021-12-09） （日语）.
10. ↑  . . 2022-01-11  [2022-01-12]. （原始内容存档于2022-01-15） （日语）.
11. ↑  . 於Twitter. 2022-01-12 [2022-02-06] （日語）.
12. 1 2 3 4 5 6  Russell, Erica. . MTV. 2022-01-19  [2022-02-05]. （原始内容存档于2022-04-09） （英语）.
13. 1 2 3 4 5 6 7  . Spotify. 2022-01-24  [2022-01-25]. （原始内容存档于2022-01-31） （日语）.
14. ↑  In the past, my songs often focused on my relationships with other people.. 於Twitter. 2021-05-05 [2021-06-06] （日語）.
15. 1 2 3 4 5 6  Kim, Joshua, Minsoo. . Pitchfork. 2022-02-15  [2022-02-22]. （原始内容存档于2022-03-11） （英语）.
16. 1 2 3 4 5  Piatkowski, Peter. . PopMatters. 2022-02-17  [2022-02-22]. （原始内容存档于2022-02-04） （英语）.
17. 1 2 3 4 5 6 7 8  . Spotify. 2022-01-24  [2022-01-25]. （原始内容存档于2022-01-31） （英语）.
18. ↑  Cheung, Adrianna. . Mixmag Asia. 2022-02-10  [2022-02-15]. （原始内容存档于2022-04-12） （英语）.
19. ↑  つやちゃん. . Tokion. 2022-02-22  [2022-04-09]. （原始内容存档于2022-03-02） （日语）.
20. ↑  Yopko, Nick. . edm.com. 2018-12-09  [2021-04-25]. （原始内容存档于2021-06-25） （英语）.
21. 1 2 3 4  . Billboard JAPAN. 2021-07-18  [2022-03-16]. （原始内容存档于2022-01-22） （日语）.
22. ↑  . Apple Music. 2022-03-16  [2022-03-16]. （原始内容存档于2022-04-12） （日语）.
23. ↑  , . . Kompass. 2022-01-24  [2022-01-28]. （原始内容存档于2022-01-26） （日语）.
24. ↑  , . . OK Music. 2022-02-09  [2022-02-19]. （原始内容存档于2022-03-26） （日语）.
25. ↑  , . . Uta-Ten. 2021-12-22  [2022-03-22]. （原始内容存档于2022-04-12） （日语）.
26. ↑  , . . Numéro. 2021-12-22  [2022-03-28]. （原始内容存档于2022-04-12） （日语）.
27. ↑  Stern, Bradley. . MuuMuse. 2021-03-09  [2021-07-15]. （原始内容存档于2021-12-17） （英语）.
28. ↑  . J-Cast. 2021-05-16  [2022-03-26]. （原始内容存档于2021-06-06） （日语）.
29. ↑  Min-El. . 日刊電電. 2021-08-18  [2022-01-17]. （原始内容存档于2022-04-12） （中文（臺灣））.
30. ↑  Setelah merilis lagu 'One Last Kiss', Utada Hikaru langsung merilis single terbarunya 'Pink Blood' dalam waktu kurang dari tiga bulan.. She Radio 99.6FM於Twitter. 2021-06-05 [2021-12-27] （印尼文）.
31. ↑  . . Mikiki. 2021-06-08  [2021-07-01]. （原始内容存档于2021-06-09） （日语）.
32. ↑  imdkm. . Real Sound. 2020-04-19  [2020-11-05]. （原始内容存档于2022-02-27） （日语）.
33. ↑  Facchi, Cleber. . Música Instantânea. 2022-01-27  [2022-02-24]. （原始内容存档于2022-01-31） （葡萄牙语）.
34. ↑  I played my Hadgini Udu, bongos, shakers, cajon, caxixi, seeds, rattles, caixa, thunder drum, congas and more on Hikaru Utada’s latest single, Darenimo Iwanai (I won’t tell).. Will Fry於Instagram.
2020-05-29 [2021-03-08]
35. ↑  imdkm. . Real Sound. 2020-05-29  [2022-02-19]. （原始内容存档于2022-01-13） （日语）.
36. 1 2 3  TOMC（日语：TOMC）. . サイゾー. 2022-02-23  [2022-02-24]. （原始内容存档于2022-02-28） （日语）.
37. ↑  Frank, Allegra. . Polygon. 2019-01-18  [2022-04-14]. （原始内容存档于2022-04-01） （英语）.
38. ↑  Hashimoto, Kazuma. . Siliconera. 2022-02-10  [2022-02-24]. （原始内容存档于2022-03-11） （英语）.
39. ↑  . TBSラジオ. 2019-01-27  [2022-04-12] （日语）.
40. ↑  . OK Music. 2019-01-17  [2022-03-22]. （原始内容存档于2022-03-26） （日语）.
41. ↑  Hashimoto, Kazuma. . Siliconera. 2022-01-25  [2022-02-22] （英语）.
42. ↑  Ryce, Andrew. . RA Electronic music online. 2022-02-01  [2022-02-25]. （原始内容存档于2022-02-23） （英语）.
43. ↑  . The Verge. 2019-01-19  [2019-02-15]. （原始内容存档于2021-02-24） （英语）.
44. 1 2 3  . e-onkyo. 2022-01-19  [2022-01-25]. （原始内容存档于2022-01-19） （日语）.
45. 1 2 3 4 5 6 7  . Hikaru Utada於YouTube. 2022-02-24  [2022-02-25]. （原始内容存档于2022-02-24） （日语）.
46. ↑  林, 曉娟. . 壹週刊. 2018-07-17  [2019-01-14] （中文（臺灣））.[]
47. ↑  Ichikawa, Tatsuki. . Turn Tokyo. 2022-02-26  [2022-03-25]. （原始内容存档于2022-02-26） （日语）.
48. ↑   (專輯內頁). 宇多田光. 史詩/索尼. 2018年.
49. 1 2  . TSUTAYA. 2022-02-18  [2022-02-19]. （原始内容存档于2022-03-09） （日语）.
50. ↑  . Excite. 2022-02-23  [2022-02-27]. （原始内容存档于2022-03-01） （日语）.
51. 1 2 3 4   (專輯內頁). 宇多田光. 史詩/索尼. 2022年.
52. 1 2  Congrats for your new album “Bad Mode”. and Happy Birthday!!. Takay於Instagram.
2022-01-19 [2022-03-08]
53. ↑  . HMV. 2018-05-16  [2019-05-15]. （原始内容存档于2021-06-22） （日语）.
54. ↑  . . 2021-04-13  [2021-05-02]. （原始内容存档于2021-05-10） （日语）.
55. ↑  . Fashion Snap. 2022-04-08  [2022-04-09]. （原始内容存档于2022-04-10） （日语）.
56. 1 2  Coman. . L.Dope. 2021-12-13  [2022-01-14]. （原始内容存档于2021-12-14） （中文（臺灣））.
57. ↑  , . . ねとらぼ. 2021-12-09  [2021-12-19]. （原始内容存档于2021-12-09） （日语）.
58. ↑  簡, 立言. . Yahoo奇摩. 2021-12-09  [2022-01-09]. （原始内容存档于2021-12-09） （中文（臺灣））.
59. ↑  Min-El. . 日刊電電. 2022-01-25  [2022-01-28]. （原始内容存档于2022-04-12） （中文（臺灣））.
60. ↑  . J-cast. 2022-01-25  [2022-02-19]. （原始内容存档于2022-01-31） （日语）.
61. ↑  , . . Seventie Two. 2022-02-23  [2022-02-28]. （原始内容存档于2022-02-13） （日语）.
62. 1 2 3 4  《BAD MODE》的多國發行日期:
  - . Apple Music (Australia). 澳洲. 2022-01-19  [2022-02-28]. （原始内容存档于2022-01-18） （英语）.
  - . Apple Music (New Zeland). 紐西蘭. 2022-01-19  [2022-02-28]. （原始内容存档于2022-04-12） （英语）.
  - . Apple Music (United Kingdom). 英國. 2022-01-19  [2022-02-28]. （原始内容存档于2022-01-19） （英语）.
  - . Apple Music (Ireland). 愛爾蘭. 2022-01-19  [2022-02-28]. （原始内容存档于2022-04-12） （英语）.
  - . Apple Music (Germany). 德國. 2022-01-19  [2022-02-28]. （原始内容存档于2022-03-13） （德语）.
  - . Apple Music (Spain). 西班牙. 2022-01-19  [2022-02-28]. （原始内容存档于2022-01-19） （西班牙语）.
  - . Apple Music (France). 法國. 2022-01-19  [2022-02-28]. （原始内容存档于2022-01-18） （法语）.
  - . Apple Music (Italy). 意大利. 2022-01-19  [2022-02-28]. （原始内容存档于2022-01-20） （意大利语）.
  - . Apple Music (United States). 美國. 2022-01-19  [2022-02-28]. （原始内容存档于2022-02-18） （英语）.
  - . Apple Music (Canada). 加拿大. 2022-01-19  [2022-02-28]. （原始内容存档于2022-01-22） （英语）.
  - . Apple Music (Taiwan). 台灣. 2022-01-19  [2022-02-28]. （原始内容存档于2022-01-18） （中文（臺灣））.
  - . Apple Music (Hong Kong). 香港. 2022-01-19  [2022-02-28]. （原始内容存档于2022-03-31） （中文（香港））.
63. 1 2 3  . HMV. 2022-03-10  [2022-03-12]. （原始内容存档于2022-03-13） （日语）.
64. 1 2  . Hikaru Utada Official Website. 2021-12-09  [2021-12-11]. （原始内容存档于2021-12-27） （日语）.
65. ↑  . HMV. 2022-03-10  [2022-03-28]. （原始内容存档于2022-03-13） （日语）.
66. 1 2 3  . Fnmnl. 2022-02-10  [2022-02-17]. （原始内容存档于2022-02-10） （日语）.
67. 1 2  . HMV. 2022-02-24  [2022-02-27]. （原始内容存档于2022-02-26） （日语）.
68. ↑  . Hikaru Utada於YouTube. 2022-02-24  [2022-02-25]. （原始内容存档于2022-04-12） （日语）.
69. ↑  . . 2022-05-08  [2022-05-14]. （原始内容存档于2022-05-14） （日语）.
70. ↑  . Rockin'On. 2021-12-09  [2022-02-25]. （原始内容存档于2021-12-11） （日语）.
71. 1 2  . Billboard JAPAN. 2022-03-06  [2022-03-09]. （原始内容存档于2022-03-19） （日语）.
72. 1 2  . Spice. 2022-02-02  [2022-03-02]. （原始内容存档于2022-02-02） （日语）.
73. ↑  . ねとらぼ. 2017-12-09  [2022-02-02]. （原始内容存档于2022-03-31） （日语）.
74. ↑  . Spincoaster. 2019-01-18  [2022-02-02]. （原始内容存档于2019-11-20） （日语）.
75. 1 2  . 台灣索尼音樂娛樂股份有限公司.   [2022-03-18]. （原始内容存档于2022-04-12） （中文（臺灣））.
76. ↑  . Moshi Moshi. 2018-09-29  [2022-01-24]. （原始内容存档于2020-12-27） （中文（臺灣））.
77. ↑  . Moshi Moshi. 2019-01-31  [2020-06-24]. （原始内容存档于2020-12-27） （中文（臺灣））.
78. 1 2  . Oricon. 2020-05-08  [2020-06-24]. （原始内容存档于2020-06-26） （日语）.
79. ↑  . Oricon. 2020-06-03  [2020-06-24]. （原始内容存档于2020-06-03） （日语）.
80. ↑  . エヴァンゲリオン公式サイト. 2021-03-08  [2022-01-28]. （原始内容存档于2021-10-24） （日语）.
81. ↑  . Billboard JAPAN. 2021-03-24  [2022-02-28]. （原始内容存档于2021-12-19） （日语）.
82. ↑  . Billboard JAPAN. 2022-01-26  [2022-02-28]. （原始内容存档于2022-03-11） （日语）.
83. ↑  . Oricon. 2021-06-09  [2021-08-10]. （原始内容存档于2021-06-09） （日语）.
84. ↑  . OTOTOY. 2021-10-23  [2021-12-11]. （原始内容存档于2021-12-11） （日语）.
85. ↑  . Oricon. 2021-12-01  [2021-12-24]. （原始内容存档于2021-12-27） （日语）.
86. ↑  . .   [2023-09-08]. （原始内容存档于2023-09-08） （日语）. 在下拉選單中選擇「2022年1月」
87. ↑  . .   [2023-09-08]. （原始内容存档于2023-09-08） （日语）. 在下拉選單中選擇「2023年5月」
88. ↑  . Musicman. 2022-02-02  [2023-09-08]. （原始内容存档于2022-02-02） （日语）.
89. ↑  . Barks. 2022-01-20  [2022-02-18]. （原始内容存档于2022-03-31） （日语）.
90. ↑  . Billboard JAPAN. 2021-06-09  [2021-08-10]. （原始内容存档于2022-01-26） （日语）.
91. ↑  , . . Phile Web. 2022-09-16  [2022-09-16]. （原始内容存档于2022-11-02） （日语）.
92. ↑  . Barks. 2022-12-17  [2023-03-28]. （原始内容存档于2023-05-28） （日语）.
93. ↑  . Barks. 2022-12-23  [2023-03-28]. （原始内容存档于2023-03-04） （日语）.
94. ↑  . Spincoaster. 2024-03-20  [2024-04-26]. （原始内容存档于2024-04-26） （日语）.
95. ↑  . Oricon.   [2022-03-18]. （原始内容存档于2022-03-18） （日语）.
96. ↑  . Billboard JAPAN. 2022-01-01  [2022-03-18]. （原始内容存档于2022-01-01） （日语）.
97. 1 2  . Barks. 2022-02-10  [2022-03-28]. （原始内容存档于2022-03-31） （日语）.
98. ↑  . The F1rst Times. 2022-03-16  [2022-03-18]. （原始内容存档于2022-03-16） （日语）.
99. ↑  . Rockin'On. 2022-01-28  [2022-03-18]. （原始内容存档于2022-01-29） （日语）.
100. ↑  . Rockin'On. 2022-02-24  [2022-03-22]. （原始内容存档于2022-03-09） （日语）.
101. ↑  . Tower Records. 2022-04-05  [2022-04-06]. （原始内容存档于2022-04-05） （日语）.
102. ↑  . PR Times. 2022-05-27  [2022-06-16]. （原始内容存档于2022-06-09） （日语）.
103. ↑  . . 2022-08-04  [2022-08-13]. （原始内容存档于2022-08-22） （日语）.
104. ↑  . . 2022-08-12  [2022-08-13]. （原始内容存档于2022-08-25） （日语）.
105. ↑  . Excite. 2022-09-02  [2022-09-03]. （原始内容存档于2022-09-03） （日语）.
106. ↑  . Sony.   [2022-02-26]. （原始内容存档于2022-01-31） （日语）.
107. ↑  . . 2022-03-28  [2022-03-30]. （原始内容存档于2022-03-28） （日语）.
108. ↑  . Billboard JAPAN. 2022-02-24  [2022-02-26]. （原始内容存档于2022-03-07） （日语）.
109. ↑  . . 2022-04-17  [2022-06-16]. （原始内容存档于2022-04-17） （日语）.
110. ↑  . PR Times. 2022-04-20  [2023-02-26]. （原始内容存档于2022-04-21） （日语）.
111. ↑  . Tjo. 2022-04-28  [2023-02-26]. （原始内容存档于2023-03-27） （日语）.
112. ↑  . Spice. 2022-07-22  [2022-08-13]. （原始内容存档于2022-08-13） （日语）.
113. ↑  . . 2021-12-09  [2022-01-28]. （原始内容存档于2021-12-09） （日语）.
114. ↑  . Hikaru Utada Official Website. 2021-12-09  [2022-01-25]. （原始内容存档于2021-12-27） （日语）.
115. ↑  . Hikaru Utada Official Website. 2021-12-15  [2022-01-26]. （原始内容存档于2022-03-26） （日语）.
116. 1 2  . CD Journal. 2021-12-09  [2022-01-25]. （原始内容存档于2021-12-09） （日语）.
117. ↑  . ABEMA TIMES. 2022-01-12  [2022-01-27]. （原始内容存档于2022-02-11） （日语）.
118. ↑  Tsuya-chan. . Billboard. 2022-01-19  [2022-01-23]. （原始内容存档于2022-01-27） （英语）.
119. ↑  , . . UtaTen. 2022-01-26  [2022-01-28]. （原始内容存档于2022-01-30） （日语）.
120. ↑  . AM730. 2022-01-20  [2022-01-23]. （原始内容存档于2022-01-20） （中文（香港））.
121. ↑  . Post76影音玩樂網. 2022-06-08  [2022-06-16]. （原始内容存档于2022-07-11） （中文（香港））.
122. ↑  . Spice. 2022-06-06  [2022-06-16]. （原始内容存档于2022-06-24） （日语）.
123. ↑  . Oricon. 2022-06-15  [2022-06-16]. （原始内容存档于2022-06-15） （日语）.
124. ↑  . Billboard JAPAN. 2022-06-15  [2022-06-16]. （原始内容存档于2022-06-17） （日语）.
125. ↑  . Billboard JAPAN. 2022-06-15  [2022-06-16]. （原始内容存档于2022-06-24） （日语）.
126. 1 2 3  Nayaka, Aluna. . Cultura. 2022-03-09  [2022-03-24]. （原始内容存档于2022-03-13） （印度尼西亚语）.
127. 1 2 3  St. Michel, Patrick. . Japanese Times. 2022-01-29  [2022-02-22]. （原始内容存档于2022-02-13） （英语）.
128. 1 2 3  imdkm. . Real Sound. 2022-03-04  [2022-03-08]. （原始内容存档于2022-03-31） （日语）.
129. 1 2 3  , . . Rockin'On. 2022-02-20  [2022-02-28]. （原始内容存档于2022-03-05） （日语）.
130. 1 2 3  . Sputnikmusic. 2022-01-23  [2022-02-28]. （原始内容存档于2022-04-12） （英语）.
131. ↑  Hakimian, Rob; McMullen, Chase; Sentz, Tim; Pickard, Joshua; Wohlmacher, John; Finlayson, Ray; Amen, John; Kohner, Kyle; Early, J. T. . Beats Per Minute. 2022-12-15  [2022-12-15]. （原始内容存档于2022-12-15） （英语）.
132. ↑  , . . Bounce. 2022-12-29  [2023-02-24]. （原始内容存档于2023-02-02） （日语）.
133. ↑  Chris. . Gorilla vs. Bear. 2022-12-01  [2022-12-10]. （原始内容存档于2023-05-31） （英语）.
134. ↑  Gotrich, Lars. . NPR. 2022-12-21  [2022-12-22]. （原始内容存档于2023-01-06） （英语）.
135. ↑  Pearce, Sheldon. . NPR. 2022-12-09  [2022-12-11]. （原始内容存档于2023-09-06） （英语）.
136. ↑  . Pitchfork. 2022-12-06  [2022-12-10]. （原始内容存档于2022-12-06） （英语）.
137. ↑  . The Skinny. 2022-12-08  [2022-12-10]. （原始内容存档于2023-06-02） （英语）.
138. ↑  . Slant Magazine. 2022-12-07  [2022-12-10]. （原始内容存档于2023-01-01） （英语）.
139. ↑  Chris. . Gorilla vs. Bear. 2022-12-04  [2022-12-10]. （原始内容存档于2023-06-08） （英语）.
140. ↑  . Pitchfork. 2022-12-05  [2022-12-10]. （原始内容存档于2022-12-09） （英语）.
141. ↑  . Resident Advisor.   [2022-12-28]. （原始内容存档于2023-03-19） （英语）.
142. ↑  . Slant Magazine. 2022-12-06  [2022-12-10]. （原始内容存档于2022-12-06） （英语）.
143. ↑  . The Fader. 2022-12-15  [2022-12-31]. （原始内容存档于2022-12-16） （英语）.
144. ↑  . NPR. 2022-12-15  [2022-12-15]. （原始内容存档于2022-12-16） （英语）.
145. ↑  . . 2023-03-02  [2023-09-09]. （原始内容存档于2023-03-02） （日语）.
146. 1 2  . Oricon. 2022-01-26  [2022-01-30]. （原始内容存档于2022-02-04） （日语）.
147. ↑  . Oricon.   [2022-03-22]. （原始内容存档于2022-01-28） （日语）.
148. 1 2  . Billboard JAPAN. 2022-01-26  [2022-01-30]. （原始内容存档于2022-02-03） （日语）.
149. ↑  . Billboard JAPAN. 2022-01-26  [2022-03-11]. （原始内容存档于2022-01-26） （日语）.
150. 1 2  . Oricon. 2022-03-01  [2022-03-20]. （原始内容存档于2022-03-21） （日语）.
151. ↑  . Oricon. 2018-07-03  [2018-07-03]. （原始内容存档于2018-07-04） （日语）.
152. 1 2  . Oricon. 2022-03-04  [2022-03-06]. （原始内容存档于2022-03-23） （日语）.
153. 1 2  . Billboard JAPAN. 2022-03-02  [2022-03-11]. （原始内容存档于2022-03-09） （日语）.
154. 1 2  . Billboard JAPAN. 2022-03-02  [2022-03-11]. （原始内容存档于2022-03-09） （日语）.
155. 1 2  . Oricon.   [2022-03-23]. （原始内容存档于2022-03-17） （日语）.
156. ↑  . Oricon.   [2022-03-23]. （原始内容存档于2008-04-16） （日语）.
157. ↑  . Oricon. 2022-03-08  [2022-03-09]. （原始内容存档于2022-03-09） （日语）.
158. ↑  . Oricon. 2022-03-08  [2022-03-09]. （原始内容存档于2022-03-09） （日语）.
159. 1 2 3 4 5 6  . Oricon.   [2024-03-05]. （原始内容存档于2024-04-26）.
160. 1 2  . Recording Industry Association of Japan.   [2022-03-10] （日语）. 在下拉菜单选择“2022年2月”
161. ↑  . Barks. 2022-01-20  [2022-02-11]. （原始内容存档于2022-03-31） （日语）.
162. ↑  . OK Music. 2022-02-22  [2022-02-23]. （原始内容存档于2022-03-26） （日语）.
163. 1 2  . Official Charts Company.   [2022-02-01]. （原始内容存档于2022-02-01） （英语）.
164. 1 2 3 4  . Hikaru Utada Official Website.   [2022-02-03]. （原始内容存档于2022-01-12） （日语）.
165. ↑  . Sony Music Official Site.   [2023-03-23]. （原始内容存档于2021-08-13） （日语）.
166. 1 2 3 4 5  . HMV. 2022-02-24  [2022-03-11]. （原始内容存档于2022-02-26） （日语）.
167. ↑  . . 2022-10-06  [2023-09-09]. （原始内容存档于2022-10-06） （日语）.
168. ↑  . SHISEIDO在YouTube. 2022-06-01  [2022-06-05]. （原始内容存档于2022-06-05） （英语）.
169. ↑  Yeh, Kylie. . Hypebeast. 2022-07-06  [2022-07-24]. （原始内容存档于2022-07-24） （中文（香港））.
170. ↑  . SHISEIDO在YouTube. 2022-06-01  [2022-06-05]. （原始内容存档于2022-06-05） （日语）.
171. ↑  . Billboard JAPAN. 2022-12-08  [2022-03-11]. （原始内容存档于2022-12-08） （日语）.
172. ↑  . Billboard JAPAN. 2022-12-08  [2023-03-11]. （原始内容存档于2023-02-01） （日语）.
173. ↑  . Billboard JAPAN. 2022-12-08  [2022-03-11]. （原始内容存档于2022-12-08） （日语）.
174. ↑  . Oricon.   [2023-09-06]. （原始内容存档于2023-09-06） （日语）.
175. ↑  . Oricon: 5.   [2023-09-06]. （原始内容存档于2023-01-15） （日语）.

## 外部連結
- 宇多田光《BAD MODE》特設網站 （页面存档备份，存于）（日語）